# Hock (Familienname)
Hock ist ein deutscher Familienname.

## Namensträger
- Adalbert Hock (1866–1949), deutscher Maler
- Alfred Hock (1856–1935), deutscher Theaterschauspieler sowie Opern- und Operettensänger (Tenor), siehe Alfred Hauck
- Andreas Hock (* 1974), deutscher Journalist und Autor
- Bertold Hock (* 1939), deutscher Botaniker und Zellbiologe
- Carl von Hock (1808–1869), österreichischer Philosoph und Nationalökonom
- Carmen Hock-Heyl (* 1955), deutsche Unternehmerin
- Christian Hock (* 1970), deutscher Fußballspieler und -trainer
- Erich Hock (1912–1992), deutscher Germanist, Literaturwissenschaftler und Lehrer
- Erika Hock (* 1981), kirgisisch-deutsche Bildhauerin und Installationskünstlerin
- Friedrich Alexander von Hock, preußischer Landrat im Kreis Liegnitz
- Georg Hock (1875–1936), deutscher Prähistoriker
- Gustav Hock (1837–1902), österreichischer Ingenieur und Politiker
- Heinrich Hock (Chemiker) (1887–1971), deutscher Chemiker
- Heinrich Hock (Widerstandskämpfer) (1906–1943), österreichischer Widerstandskämpfer gegen das NS-Regime
- Heinrich Hock (Musiker) (* 1944), deutscher Musiker
- Ibolya Hock-Englender (* 1959), ungarisch-deutsche Politikerin der LdU sowie Lehrerin
- Ines Hock (* 1960), deutsche Malerin, Installationskünstlerin, Zeichnerin
- Jakob Hock (1831–1890), österreichischer Ophthalmologe
- János Hock (1859–1936), ungarischer Schriftsteller und Politiker
- Johann Caspar Hock (1799–1871), deutscher Politiker, Freie Stadt Frankfurt
- Johannes Hock (* 1992), deutscher Zehnkämpfer
- Karl Heinz Hock (1930–2017), deutscher Publizist
- Kathi Hock (1896–1979), deutsche Bildhauerin
- Klaus Hock (Jurist) (1950–2021), deutscher Rechtswissenschaftler
- Klaus Hock (Religionswissenschaftler) (* 1955), deutscher Islamwissenschaftler und Theologe
- Lothar Hock (1890–1978), deutscher Chemiker
- Mamert Hock (Orgelbauer) (1836–1907), deutscher Orgelbauer
- Marcus Hock (* 1982), deutscher Handballspieler
- Ong Ewe Hock (* 1972), malaysischer Badmintonspieler
- Oskar Hock (1898–1976), deutscher Arzt, SS-Brigadeführer, Generalmajor der Polizei und Waffen-SS
- Paul Hock (1857–1924), österreichischer Verwaltungsjurist und Politiker
- Peter Hock (* 1962), deutscher Zeichner
- Regina Hock (* 1963), deutsche Juristin, Präsidentin des Bundespatentgerichts
- Robert Hock (* 1973), deutscher Eishockeyspieler
- Rolf Hock (1931–2017), deutscher katholischer Geistlicher und Herausgeber
- Rudolf Hock (1862–1942), Schauspieler, ermordet im Vernichtungslager Treblinka
- Sabine Hock (* 1965), deutsche Autorin, Journalistin und Herausgeberin
- Stefan Hock (1877–1947), österreichischer Germanist und Dramaturg
- Theobald Hock (1573–1624), deutscher Lyriker und Agent
- Theodora Hock (1902–nach 1931), deutsche Malerin und Grafikerin
- Waltraud Hock (1922–1943), deutsches NS-Opfer
- Wendelin Hock († nach 1534), deutscher Arzt